# Claudi Dídim
Claudi Dídim (grec antic: Δίδυμος, llatí: Claudius Didymus) va ser un gramàtic grec que, segons la Suïda, va escriure una obra sobre els errors comesos per Tucídides contra l'analogia, i una obra sobre l'analogia entre els romans. Va escriure també un epítom sobre l'obra d'Heracleó d'Egipte. Estobeu va conservar un breu fragment d'aquest epítom.